# Bauernbarock

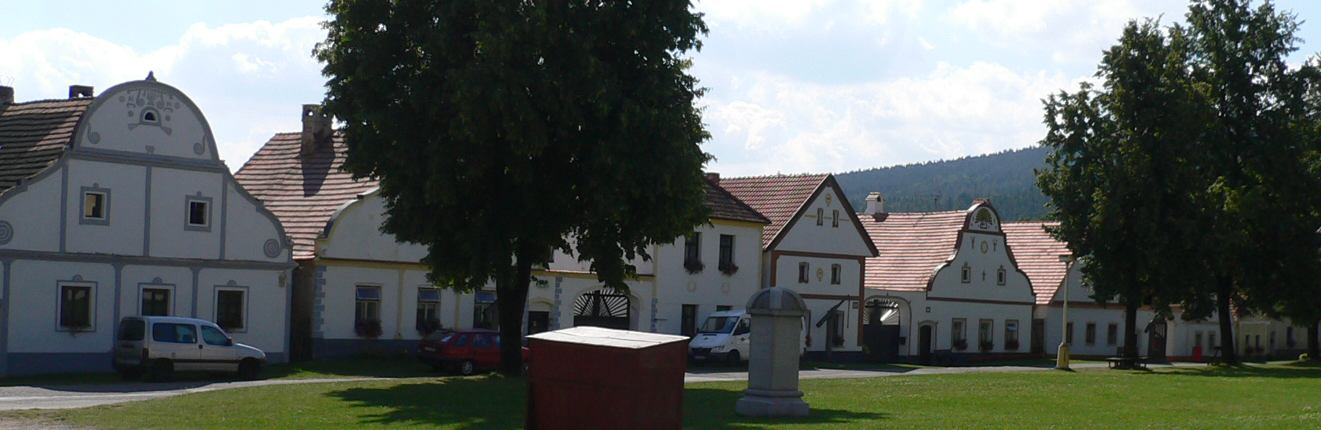
Das Dorf Holašovice – typisches Beispiel für Bauernbarock

Der Bauernbarock ist eine volkstümliche Stilrichtung in der europäischen Architektur und Kunst, die zum Beispiel in Osthessen und Bayern (18. Jahrhundert), aber vor allem in Südböhmen angewandt wurde (19. und 20. Jahrhundert).
Der Bauernbarock wurde häufig in Anlehnung an und im Gegensatz zu dem prunkvollen „katholischen“ Barock in protestantischen Pfarrkirchen und bei anderen Gebäuden verwendet, so als Wolkenhimmel ausgemalte Decken, mit Blumenmotiven malerisch verzierte Brüstungen, Lüftlmalerei an Hauswänden.
Die Herkunft des Namens „Bauernbarock“ ist nicht eindeutig geklärt. Er bezieht sich wohl auf durch Bauern ausgemalte Kapellen oder kleinere Hofkirchen.

## Bayreuth

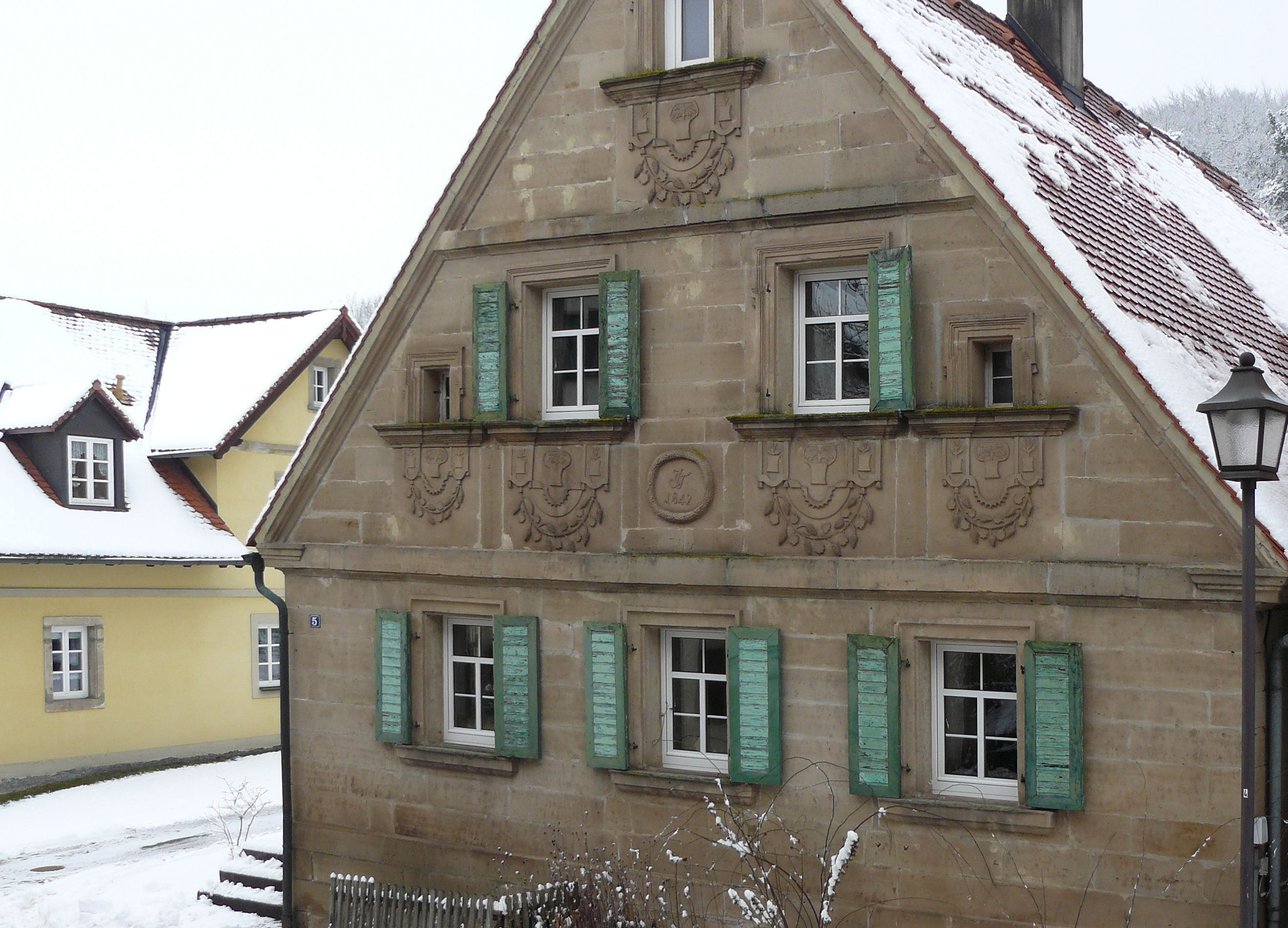
Ein Bauernhaus im Landkreis Bayreuth mit barocker Fassade

Eine Sonderform des Bauernbarocks entwickelte sich im Umland der Markgrafenresidenz Bayreuth. Dort wurden im 18. und 19. Jahrhundert ursprünglich auf Veranlassung des Markgrafen Bauernhäuser aus Sandstein mit barocken Fassaden errichtet. Das Besondere daran sind die (allerdings eher klassizistischen) Fensterschürzen in vielen Spielformen an den Giebelseiten der Häuser, die den Wohlstand der Ackerbürger signalisierten.

## Hessen
In der Umgebung von Bad Hersfeld (Hessen), z. B. in Odensachsen, finden sich reich ausgestattete Dorfkirchen, u. a. mit Malerei von Wolkenhimmeln und Darstellungen aus dem Alten und dem Neuen Testament, die als „Bauern-Barock-Kirchen“ bezeichnet werden. In der kunsthistorischen Forschung wird diese aus Gründen touristischer Vermarktung gewählte Benennung abgelehnt, da sie unhistorisch ist und u. a. verkennt, dass die Ausmalungen sich an adeligen Ausstattungen orientieren und ihrer Repräsentation dienen; zudem erstreckt sich der Bereich der so geschmückten Kirchen bis in das heutige Bundesland Thüringen. In Rheinland-Pfalz finden sich weitere Beispiele, so im früher hessischen St. Goar-Biebernheim mit ungewöhnlicher Turmeindeckung und in Stipshausen, das bis Ende des 18. Jahrhunderts zur Wild- und Rheingrafschaft gehörte.

## Tschechien

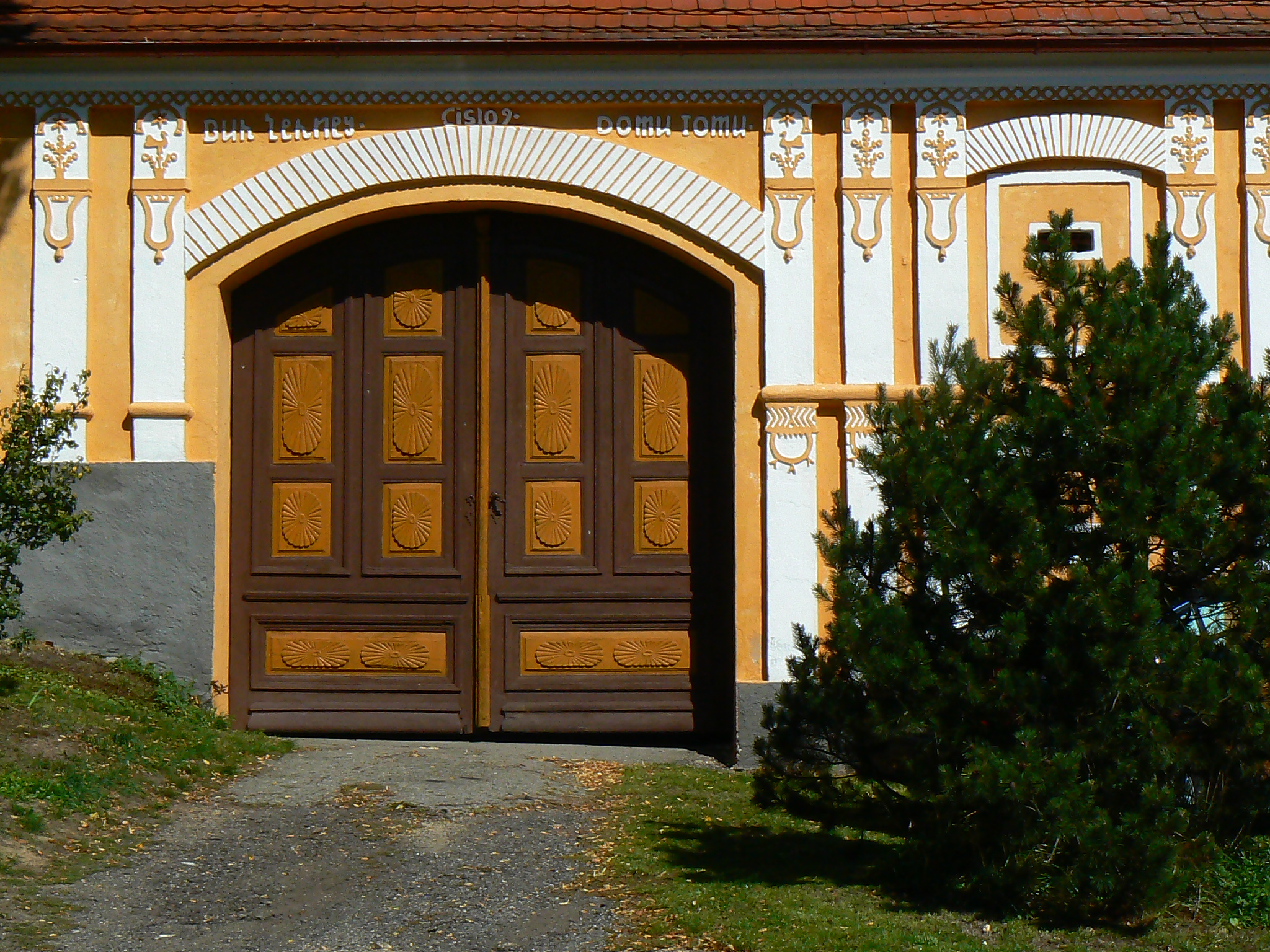
Torschmuck am 1870 von Martin Paták erbauten Gehöft Nr. 9 in Záluží

Für den südböhmischen Bauernbarock sind markante Säulchen und Halbsäulchen bei der Gliederung der Giebel, ein stilisiertes Fichtenmotiv und verschiedene Inschriften sowie religiöse Symbole typisch. Viele Bauernhäuser in diesem Stil wurden im südböhmischen Prachatice oder in der Nähe von Handwerkern um Jakob Bursa (* 1813) errichtet. In Hluboká, Soběslav, Zbudov und Holašovice waren andere Baumeister wie Matěj Cífka oder aus der Familie Paták tätig. Auch in den Pollauer Bergen in Südmähren finden sich ähnliche Bauten.